# 华南理工大学出版社
华南理工大学出版社是中华人民共和国的一家出版社，成立于1985年7月，社址位于广东省广州市华南理工大学内，由中华人民共和国教育部主管、华南理工大学主办。

## 历史沿革
1984年3月27日，华南工学院向教育部提交了申请建立华南工学院出版社的报告；文化部于次年1月17日，正式发文批准华工成立出版社。华南工学院出版社于1985年7月9日正式成立，聘请原华工院长张进为名誉社长；1988年，随华工变更校名而改名为华南理工大学出版社。
2008年，华工出版社成为全国大学出版社第二批改革试点单位之一，其后于2009年12月改制为华南理工大学出版社有限公司。

## 基本资料
- 统一书号：410
- ISBN：978-7-5623